# 대명동 (대구광역시)
대명동(大明洞)은 대한민국 대구광역시 남구의 법정동이다.

## 지명
대명동이라는 동명은 명나라 장수 두사충(杜師忠)에서 연유된다. 두사충은 임진왜란이 일어나자 명나라 제독 이여송과 함께 조선을 도우러 왔다. 그는 이여송의 일급 참모로서 작전계획 수립에 항상 참여했고, 조선군과의 합동작전을 할 때도 우리 조선군과 전략 전술상 긴밀한 협의를 하는 아주 중요한 위치에 있는 장수였으며, 그의 활동과 공적은 높이 평가되고 있다. 임진왜란이 평정되자 고국에 돌아가지 않고 조선에 귀화했다. 두사충이 귀화하자 조정은 그에게 대구시내 중앙공원 일대를 주고 살도록 해 주었다. 그 뒤 두사충이 받은 땅에 경상감영이 옮겨오게 되자 그는 자기가 받은 땅을 모두 내어놓고, 계산동으로 옮겨 편안한 생활을 계속하게 되었다. 그러나 구만리 떨어진 타국에서 누리는 행복이었기에 고향에 두고온 부인과 형제들 생각에 눈물 흘린 적이 한두번이 아니었다. 이에 두사충은 최정산(현재의 대덕산) 밑으로 집을 옮겨 고국인 명나라를 생각하는 뜻에서 동네 이름을 대명동이라 붙이고 단을 쌓아 매월 초하루가 되면 고국의 천지를 향해 배례를 올렸다고 한다.

## 행정동
- 대명1동
- 대명2동
- 대명3동
- 대명4동
- 대명5동
- 대명6동
- 대명9동
- 대명10동

대명10동은 주택가와 유흥가가 함께 위치한 지역이다. 동의 남쪽에는 대명로가 지나가며 안지랑역, 대명역, 서부정류장역이 위치해 있다. 주민센터는 대명초등학교 건너편에 있다.
- 대명11동

## 교육
- 대명초등학교
- 남명초등학교
- 대덕초등학교
- 남덕초등학교
- 성명초등학교
- 남대구초등학교
- 남도초등학교
- 경상중학교
- 대명중학교
- 경혜여자중학교
- 경상공업고등학교
- 경북예술고등학교
- 대구고등학교
- 대구여자상업고등학교
- 대구가톨릭대학교 루가캠퍼스
- 영남이공대학교
- 대구교육대학교
- 계명대학교 대명캠퍼스
- 대구대학교 대명동캠퍼스
- 영남대학교 대구캠퍼스

## 주거

### 아파트
- 동서개발 교대역 동서프라임36.5 (대명2동): 2017년 6월 입주.

## 교통
- 버스
  - 349번
  - 405번
  - 564번
  - 순환 3-1번
- 지하철 : 서부정류장역 - 대명역 - 안지랑역 - 현충로역 - 교대역

## 쇼핑
- 홈플러스 남대구점
- 관문시장
- 성당시장
- 대명시장
- 명덕시장

## 기관
- 남대구우체국
- 남부경찰서
- 한국교통방송 대구본부
- 도로교통공단 대구지부
- 남대구세무서
- 대구공공시설관리공단